# Синдром Патау
Синдро́м Пата́у або трисомія за 13 хромосомою — генетичне захворювання, хромосомна аномалія, синдром, при якому пацієнт має додаткову копію 13-ї хромосоми. Наявний при умовах, коли кожна клітина містить повну зайву копію 13 хромосоми (аномалія за назвою «трисомія 13»), або коли кожна клітина містить частину додаткової 13-ї хромосоми (Робертсонівська транслокація) або через мозаїцизм. Синдром Патау діагностують з частотою в одного новонародженого у межах від 12 000 до 29 000, в залежності від популяції.

## Історичні відомості
Вперше клінічні прояви його описав у 1657 році данський лікар, математик та філософ Томас Бартолін можливо разом з молодшим братом, лікарем та математиком Еразмусом Бартоліном, з яким він часто співпрацював у медичних дослідженнях. Але хромосомну природу хвороби встановив американський генетик Клаус Патау 1960 року, на чию честь синдром і отримав назву, хоч іноді його іменують синдромом Бартоліна-Патау.

## Причини і форми
Виділяють три основні форми синдрому Патау:
- повна трисомія 13-ї хромосоми (типовий синдром Патау)
- мозаїчна трисомія 13-ї хромосоми (мозаїчний синдром Патау)
- часткова трисомія 13-ї хромосоми

Типову повну трисомію 13-ї хромосоми спричинює нерівномірне розходження хромосом по клітинах під час мейозу. Це призводить до того, що кожна клітина тіла має три копії хромосоми 13 замість звичайних двох. У незначній кількості випадків лише частина клітин тіла має додаткову третю копію 13-ї хромосоми; такі випадки мають назву мозаїчного Патау.
Мозаїчний синдром Патау породжує неправильний розподіл хромосом під час мітозу при дробленні бластомерів під час ембріонального розвитку. Це трапляється у незначній кількості випадків, і тоді лише частина клітин тіла має додаткову третю копію 13-ї хромосоми.
Синдром Патау може також траплятись, коли частина 13-ї хромосоми переноситься до іншої хромосоми перед заплідненням або під час нього у процесі Робетрсонівської транслокації — часткова трисомія. Такі люди мають дві копії хромосоми 13 плюс частину ДНК з хромосоми 13 у складі іншої хромосоми. При такій транслокації людина має часткову трисомію за 13 хромосомою і прояви хвороби часто відмінні від типового синдрому Патау.
Більшість випадків синдрому Патау не успадковуються, а відбуваються випадково під час формування репродуктивних клітин (яйцеклітин та сперматозоонів), але часткова форма трисомії може утворитися через спадковість. Здорова людина може бути носієм транслокованого генетичного матеріалу між хромосомою 13 та іншою хромосомою. Цю перестановку називають збалансованою транслокацією, тому що немає ніякої додаткової ДНК з хромосоми 13. Таку химерну хромосому з іншої пари, яка містить ДНК 13-ї хромосоми, з ймовірністю 50 % людина передає дитині на додачу до двох нормальних 13-х хромосом, і в дитини розвивається синдром Патау з частковою трисомією.

## Діагностика
Виявлення синдрому можливо до народження шляхом хромосомного аналізу клітин плоду. Проте прийнятий для багатьох хромосомних аномалій біохімічний потрійний тест не дає надійних результатів для скринінгу цього захворювання, оскільки плоди з синдромом Патау мають високу варіабельність. Часто діагноз встановлюють ґрунтуючись на клінічних даних. Клінічно симптоми синдрому Патау подібні до синдрому Едвардса, але є й унікальні риси, наприклад полідактилія.

## Ризик повторення
Якщо жоден з батьків не є носієм транслокації, шанси на те, що у пари з'явиться ще одна дитина з трисомією 13, становлять менше 1 % (менше, ніж для синдрому Дауна).

## Прогноз
Більше ніж 80 % дітей з синдромом Патау помирають на першому році життя. Діти з мозаїчним варіантом як правило мають вищі шанси виживання.